# 艺概
《藝概》是中國诗文评论著作，共六卷，清代刘熙载著。
《藝概》是刘熙载晚年作品，劉氏“自六经、子、史外，凡天文、算术、字学、韵学及仙释家言，靡不通晓。”，自述談藝“好言其概”，故以“概”名书。全书共6卷，分为《文概》三四〇条、《诗概》二八五条、《赋概》一三七条、《词曲概》一五九条、《书概》二四六条、《经义概》九十五条，共計一二六二條，分别论述文、诗、赋、词、书法及八股文等文體特性。全書遵循“通道必簡”的精神，本著“舉此以槩乎彼，舉少以槩乎多”，寓“顯缺”於“隱備”的原則，李詳认为此书是继刘勰《文心雕龙》之后的一部通论文体的杰作。此書的另一特點是淺顯易懂，例如《賦概》記載：“《離騷》東一句，西一句，天上一句，地下一句，極開闔抑揚之變，而其中自有不變者存。”。夏敬觀《劉融齋詩槩詮說》：“自來闡明作詩之法，能透徹明曉者，無過於劉融齋《藝槩》中之《詩槩》。融齋主講上海龍門書院十數年，其所作《藝槩》正爲從學生徒而發，出言平實，見地頗高，其《詩槩》一門，言作詩之法尤備。”本書有同治十三年的《古桐书屋六种》本，1978年上海古籍出版社出版标点本。袁津琥有《藝概注稿》。